# Grégori Czerkinsky
 (avril 2015).
Grégori Czerkinsky est un chanteur et musicien français né le 17 décembre 1959 à Alger en Algérie.

## Biographie
Grégori Czerkinsky est issu d'une famille polonaise ayant fui les pogroms à Odessa (Ukraine). 
Jeune homme, il débute comme batteur dans un groupe de rock amateur puis étudie la percussion au conservatoire de Nice. Il s'installe à Paris et travaille comme batteur et percussionniste : Orchestre du Moulin Rouge, Michel Magne, Julien Clerc, Nicole Croisille, Jean-Claude Vannier, Michel Bernholc, Taxi Girl, Lizzy Mercier Descloux[réf. nécessaire]. Grâce à l’acquisition de son premier magnétophone 4 pistes, il commence à composer et créer ses propres musiques et chansons. 
En 1982, il crée Mikado avec la chanteuse Pascale Borel. Le groupe se sépare en 1991. 
Czerkinsky recommence à travailler sur ses chansons en solo, et joue en concert dans des clubs et des soirées privées à Paris, Londres, Bruxelles, etc. En 1995, il écrit et produit Do me Do me sur l'album My First Karie de la chanteuse japonaise Kahimi Karie. Il compose aussi des musiques de film notamment celle du second long-métrage de Valérie Lemercier, Le Derrière.
Son premier album solo, Czerkinsky, sort en 1998. Il est illustré par des œuvres de Stefan Czerkinsky (1951-1985). Mathieu Geoffroy-Dechaume, Pierre Mimran, Saïda Harmouz, D-Jah Mary, Power G-Riffaut, Julien Baer, Jean-Pierre Ensuque (guitariste d'Autour de Lucie) participent à l'enregistrement, l'album inclut le single Natacha qui utilise un sample de la chanson Christiansen de France Gall,. L'année suivante, il enregistre le single Tout baigne (dans notre amour) avec la chanteuse Elli Medeiros. Le titre, comporte un sample du générique composé par Gérard Calvi pour l'émission Monsieur Cinéma. 
Le second album de Czerkinsky, intitulé Club, illustré aussi par une œuvre de Stéfan Czerkinsky[réf. nécessaire] est un disque instrumental édité en 2001.
En 2010 Il participe comme batteur et arrangeur à l'album Philippe Katerine et part en tournée avec lui en 2011[réf. nécessaire].
En 2012, il sort l’album Gregori !, en 2013, la compilation Le Porquerollais, puis le single T-Shirt Blanc et le EP J’aime les Animaux[réf. nécessaire] et en 2015, il sort son EP 1980. En 2016, il sort son album, Confusion !.

## Discographie

### Albums
- 1984 : Par Hasard (Les disques du Crépuscule)
- 1985 : Mikado (Vogue)
- 1998 : Mikado For Ever (Cz, Le Village Vert)

#### En solo
- 1998 : Czerkinsky (Le Village Vert)
- 2001 : Club (Cz, Le Maquis)
- 2011 : Le Porquerollais  (Cz)
- 2012 : Gregori ! (Cz)
- 2014 : T-Shirt Blanc  (Cz)
- 2015 : 1980 (EP) (Cz)
- 2016 : Confusion ! (Cz)

#### Bande originale
- 1999 :Le Derrière (Cz)
- 1998 : American Virgin
- 2007 : Irrésistible
- 2012 :  Adieu je reste